# Katedrala sv. Terezije u Jubi
Katedrala sv. Terezije je prvostolnica Jubske nadbiskupije u Jubi, u Južnom Sudanu. 
Izrađena je 1952. godine. Bulom Cum in Sudania pape Pavla VI. 12. prosinca 1974. postaje nadbiskupskom prvostolnicom Jube.
Papa Franjo posjetio ju je 4. veljače 2023.
Tijekom sudanskog građanskog rata, crkva je bila sklonište za tisuće izbjeglica.